# Bonnrode
Bonnrode ist ein zur Gemeinde Oberbösa gehörendes Klostergut im Kyffhäuserkreis in Thüringen.

## Lage
Nördlich von Oberbösa liegt Bonnrode und ist mit seiner Gemarkung keilförmig in den 382 m hohen Kranichberg der Hainleite hineingewachsen. Das Anwesen ist über eine Ortsverbindungsstraße zu erreichen.

## Geschichte
Am 17. Juni 983 wurde das Dorf erstmals urkundlich erwähnt. 1122 trat der Freie Heinrich von Bonnrode seinen ganzen Besitz mit Kapelle und Zubehör dem Kloster Reinhardsbrunn ab. 1150 wurde das Anwesen ein Benediktinerinnenkloster.
1525 während des Bauernkrieges besetzten Bauern das Kloster und verjagten die Nonnen. Es wurde alles verwüstet. Von 1525 bis 1539 wurden die wichtigsten Wirtschaftsgebäude wieder aufgebaut, die Nonnen blieben jedoch in ihrem etwa 12 km entfernten Nonnenkloster bei Ottenhausen bei Weißensee. Sie kehrten nie wieder nach Bonnrode zurück.
1539 fiel das im Rahmen der Reformation aufgehobene Kloster dem Herzog von Sachsen, Heinrich dem Frommen, zu. 1540 verpachtete er das Anwesen an einen Bewirtschafter, der jedoch wieder alles ruinierte.
Um 1900 bestand in Bonnrode ein Rittergut. Es wurde in der Folgezeit von zwei Familien bewirtschaftet.
Am 3. März 1958 wurden in Bonnrode das Gut und die LPG Goldborn gebildet. Nach Wegzug der letzten Bewohner im Jahre 1980 verfielen die Gebäude, sodass 1991 alles an einen Öko-Bauern verkauft wurde. Es wurde alles saniert und eine Obstplantage angelegt. Nach erneutem Leerstand wurde der Grund und Boden und das Anwesen im Jahre 2004 durch die Gläubigerbank an zwei Einwohner von Oberbösa verkauft, die zu den Gründungsmitgliedern des am 25. September des gleichen Jahres gegründeten Vereins Klostergut Bonnrode e.V. gehören.
Am 12. September 2004 kamen viele Gäste zur Neueröffnung des Gutes.